# 婚カツ!
『婚カツ!』（こんカツ）は、2009年4月20日から6月29日まで毎週月曜日21:00 - 21:54に、フジテレビ系の「月9」枠で放送されたテレビドラマ。ハイビジョン制作。結婚活動（婚活）をテーマに草食系男子の主人公が結婚活動をするストーリーとなっている。
主演は中居正広。中居の月9主演は『ブラザーズ』（1998年）以来11年ぶりで、 連続ドラマ出演及び主演は『砂の器』（2004年）以来5年ぶりとなる。また、中居正広の指名によりキャスティングされた上田竜也(KAT-TUN)は、本作が連続ドラマ初出演となる。
本作とのコラボにより、ファミリーマートでとんかつを使った商品5品が2009年5月26日から期間限定で発売された。

## あらすじ
不景気の真っ只中、職を失った草食系男子・雨宮邦之は、ちょっとしたことから、春見区の臨時職員募集記事を見つける。すぐに応募した邦之だったが、既婚者であることが採用条件だった。どうしても実家のとんかつ屋を継ぎたくない邦之は「結婚の予定がある」という嘘をついてしまう。しかし、この咄嗟についた軽はずみな嘘が、いつの間にか商店街中に広まり、それを現実にするため邦之は婚活をはじめる。

## キャスト

### さくら地蔵商店街
雨宮 邦之
演 - 中居正広（幼少時代：東谷柊一、新垣佑〈第9話のみ〉）
職欲しさに咄嗟についた嘘を現実にするため、婚活に励む。油っこいものが苦手なため、実家のとんかつ屋を継ぐのに反対している。春乃と真琴からは「クニ」と呼ばれている。
飛田 春乃
演 - 上戸彩（幼少時代：小西風優）
邦之の幼馴染。内定切りに遭い、邦之の父・邦夫が営むとんかつ屋「とんくに」でバイトをしていたが、その後セレクトショップでバイトを始めた。明朗活発な性格。
深澤 茂
演 - 佐藤隆太（幼少時代：星野麻都）
邦之の幼馴染で、酒屋を経営している。春乃に好意を抱く。邦之たちからは「シゲ」と呼ばれている。
雨宮 邦康
演 - 上田竜也
邦之の弟で、現在は美容師をしている。
小松 成道
演 - 山田親太朗
邦之の幼馴染で、八百屋の息子。愛称は「こまつな」。
須見 和彦
演 - 沼田爆（第6話からの出演）
理髪店「理容スミ」の店主。
衣笠
演 - 桑名湧
さくら地蔵商店街の組合長で、洋品店「わかば」店主。
宮島
演 - ト字たかお
布団屋「宮島布団店」を営む。
宮島の妻
演 - 松山尚子
多田
演 - 亀山助清
さくら地蔵商店街の和菓子屋「和銘菓兎堂」店主。
重岡
演 - 森下能幸
さくら地蔵商店街の惣菜屋「島屋」店主。
土橋
演 - 平尾仁
さくら地蔵商店街のパン屋「ふくもとベーカリー」店主。
雨宮 かおる
演 - 戸田恵子（写真のみの出演）
邦之の母。故人。
雨宮 邦夫
演 - 小日向文世
邦之の父で、とんかつ屋「とんくに」の主人。妻には先立たれている。いずれは邦之にとんかつ屋を継いでもらいたいと思っている。

### 商店街再開発関係
伊藤 勝
演 - 北村有起哉
春見区の財政再建担当者として、太洋総研から静子にヘッドハンティングされたが、再開発計画が頓挫したため区役所を追われた。邦之たちからは「イトカツ」と呼ばれている。
川端
演 - 田窪一世（第5話からの出演）
居酒屋「川ちゃん酒場」の社長。さくら地蔵商店街の再開発を画策する。

### 春見区役所
二瓶 匠
演 - 谷原章介（幼少時代：五十畑哉耶）
邦之の幼馴染で、少子化対策担当の職員。既婚者である。
桜田 周五郎
演 - 橋爪功
邦之とともに採用された春見区役所の臨時職員。邦之同様、独身の身分を隠していたため、婚活に励んでいる。
増岡 文彦
演 - 田中要次
春見区役所職員。静子の側近。
速水 理香
演 - 大友みなみ
春見区役所職員。静子の側近。
溝口 静子
演 - 風吹ジュン
春見区の区長。とんかつが好き。

### 婚活関係
村瀬 優子
演 - 釈由美子
何度も婚活を繰り返し、自分に合った男を探している。
高倉 真琴
演 - りょう（幼少時代：赤石那奈）
邦之の幼馴染で、お見合いパーティーを主催する「スターマリッジ」社長。バツイチで2人の子持ち。

### ゲスト

#### 第1話
商店街の人
演 - 岡村隆史（ナインティナイン）
邦之の結婚話を聞き、商店街で盛り上がっていた。

#### 第2話
邦之の祖母
演 - 花原照子
邦之の祝儀を渡すために、宮古島からやって来た。

#### 第3話
金子 杏里
演 - 山口紗弥加
邦之が婚活で知り合った女性。

#### 第4話
園田
演 - 山口馬木也
ゴルフ合コンの参加者。
鈴元
演 - 眞島秀和
ゴルフ合コンの参加者。
山口
演 - 城野マサト（第10話にも出演）
ゴルフ合コンの参加者。
茂木 秀郎
演 - 風間俊介（第5・6話にも出演）
邦康の親友で、婚活に魅力を感じ始める。
光
演 - 溝呂木賢
邦康の親友。
陽介
演 - 前田公輝
邦康の親友。

#### 第5話
高倉 真由
演 - 近藤里沙（第7・最終話にも出演）
真琴の娘。
高倉 真太郎
演 - 澁谷武尊（第7・最終話にも出演）
真琴の息子。
セレクトショップ店員
演 - 小西美帆
春乃がバイトしているセレクトショップの先輩店員。

#### 第6話
宮坂 つぐみ
演 - 村井美樹
猫好き合コンに参加した女性。

#### 第7話
及川 知子
演 - 鷲尾真知子
スイーツ合コンに参加した女性。周五郎を逆恨みし、春見区役所に匿名の投書を出す。
スイーツ合コンの司会者
演 - 槙尾ユースケ

#### 第8話
料理番組の先生
演 - 有村圭助
図書館の司書
演 - 中込佐知子
絵画の森美術館開館記念式典の司会
演 - 佐藤旭
区長大好きっ子
演 - 宮田景介
一方的に静子に好意を寄せるストーカー。

#### 第10話
神宮 寺
演 - 小林稔侍*特別出演（最終話にも出演）
さくら地蔵商店街の土地の所有者。
荒田 玲子
演 - 佐藤江梨子（最終話にも出演）
邦康の婚約者。美容学校時代の先輩。
岸田 明
演 - 木下ほうか
川端の部下。勝に代わりさくら地蔵商店街の再開発を進める。
深澤酒店の客
演 - 小山亜由子、森山このみ
さくら地蔵商店街にやってきた女性
演 - ハル
セレクトショップ店員
演 - 関根洋子
春乃がバイトしているセレクトショップの店員。

## スタッフ
- 脚本 - 龍居由佳里、森ハヤシ
- 脚本協力 - 馬場康夫、龍居由佳里、森ハヤシ
- 音楽 - 服部隆之
- 主題歌 - PUFFY「ウエディング・ベル」
- 演出 - 鈴木雅之、葉山浩樹、遠藤光貴
- プロデューサー - 保原賢一郎、菊地裕幸
- 制作 - フジテレビドラマ制作センター

## 放送日程
| 各話                                                           | 放送日        | サブタイトル           | 脚本                | 脚本協力            | 演出     | 視聴率 |
| -------------------------------------------------------------- | ------------- | ---------------------- | ------------------- | ------------------- | -------- | ------ |
| 第1話                                                          | 2009年4月20日 | 草食男子が就活で婚活!? | 龍居由佳里          | 馬場康夫            | 鈴木雅之 | 16.3%  |
| 第2話                                                          | 2009年4月27日 | ウソは恋の始まり       | 森ハヤシ            | 馬場康夫            | 鈴木雅之 | 11.2%  |
| 第3話                                                          | 2009年5月4日  | プロポーズ大作戦       | 龍居由佳里          | 馬場康夫            | 葉山浩樹 | 9.4%   |
| 第4話                                                          | 2009年5月11日 | 女からの愛の告白       | 龍居由佳里 森ハヤシ | 馬場康夫            | 遠藤光貴 | 9.9%   |
| 第5話                                                          | 2009年5月18日 | 女の涙 男の涙…         | 龍居由佳里          | 馬場康夫 森ハヤシ   | 鈴木雅之 | 10.9%  |
| 第6話                                                          | 2009年5月25日 | 嫉妬がとまらない       | 森ハヤシ            | 馬場康夫 龍居由佳里 | 葉山浩樹 | 9.3%   |
| 第7話                                                          | 2009年6月1日  | 本気のプロポーズ       | 龍居由佳里          | 馬場康夫            | 遠藤光貴 | 10.9%  |
| 第8話                                                          | 2009年6月8日  | ずっと待ってる…        | 森ハヤシ            | 馬場康夫            | 鈴木雅之 | 8.9%   |
| 第9話                                                          | 2009年6月15日 | クニが好き!            | 龍居由佳里          | 馬場康夫            | 遠藤光貴 | 9.3%   |
| 第10話                                                         | 2009年6月22日 | そばにいてほしい       | 龍居由佳里          | 馬場康夫            | 葉山浩樹 | 8.8%   |
| 最終話                                                         | 2009年6月29日 | もう泣かせない         | 龍居由佳里          | 馬場康夫 森ハヤシ   | 鈴木雅之 | 10.5%  |
| 平均視聴率 10.6%（視聴率はビデオリサーチ調べ、関東地区・世帯） |               |                        |                     |                     |          |        |

## DVD
- 婚カツ! DVD-BOX（2010年3月31日発売、アニプレックス）